# Vinanitelo (Vohibato)
Vinanitelo è una città e comune del Madagascar situata nel distretto di Vohibato, regione di Haute Matsiatra. 
La popolazione del comune rilevata nel censimento 2001 era pari a 10 172 unità.